# 大分自動車道

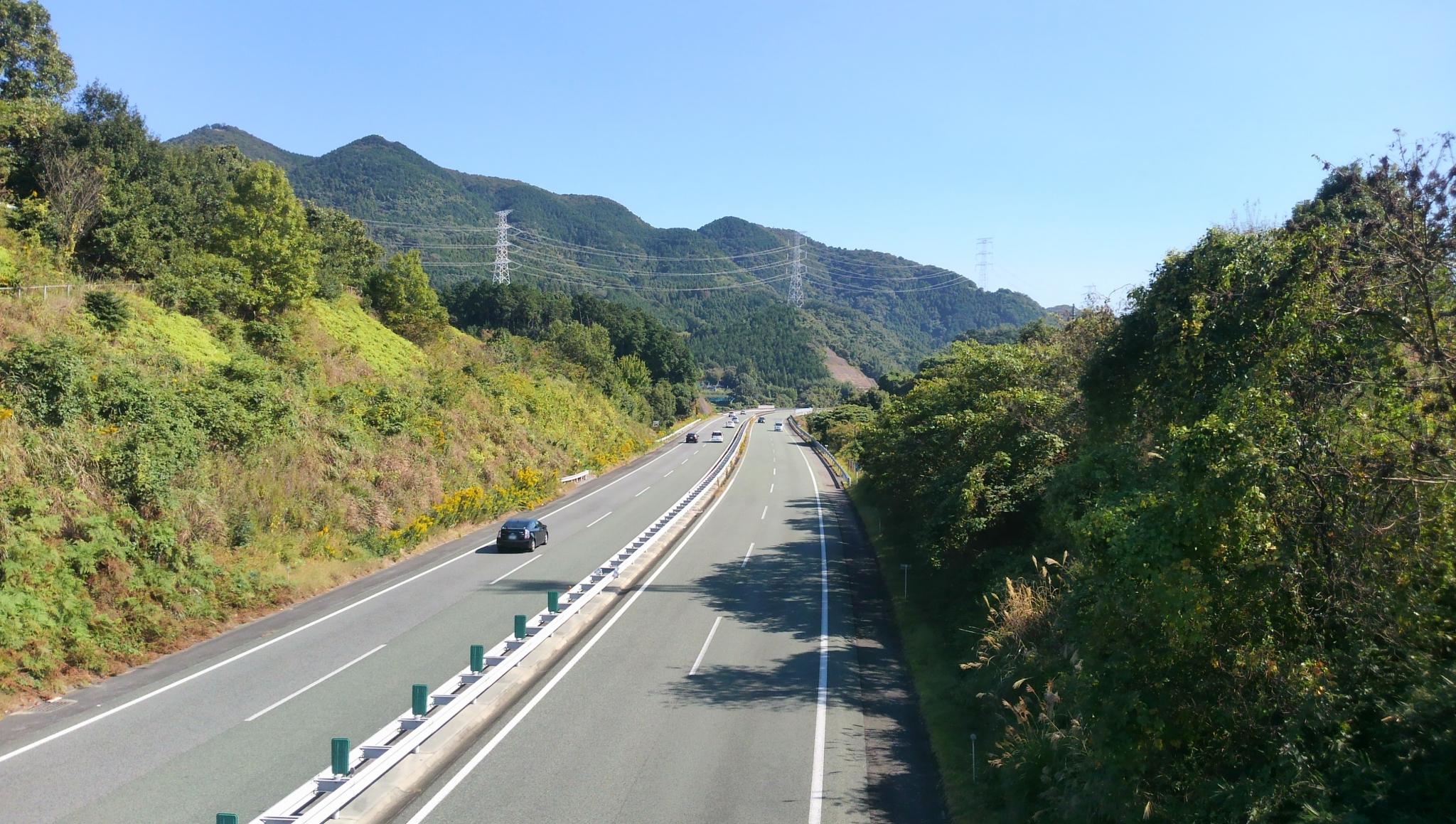
日田市内を通る大分自動車道
（大分県日田市）

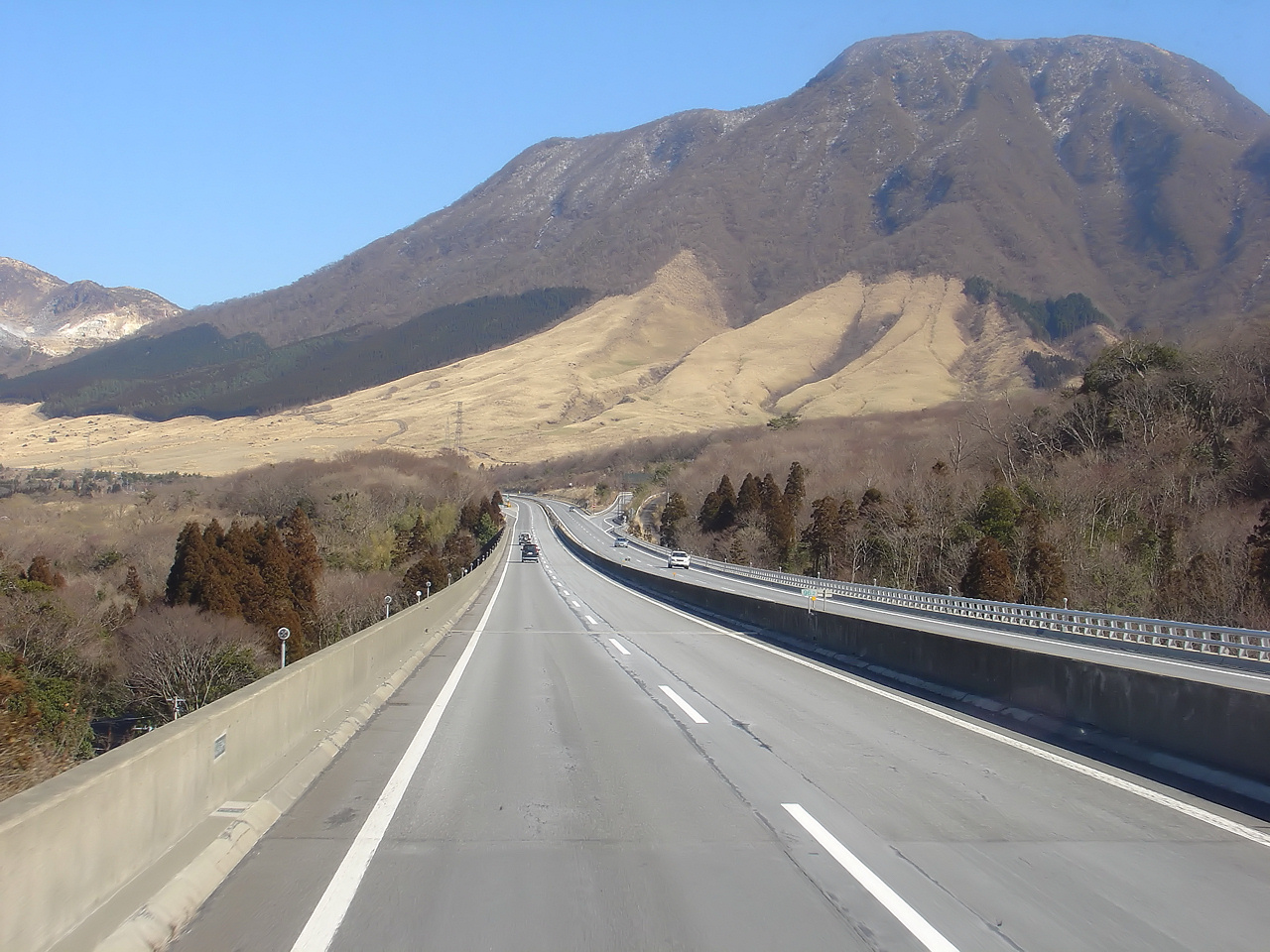
湯布院IC - 由布岳SA
奥は鶴見岳

大分自動車道（おおいたじどうしゃどう、英語: OITA EXPWY）は、佐賀県鳥栖市の鳥栖ジャンクション (JCT) を起点とし大分県速見郡日出町の日出JCTに至る、総延長104.7キロメートル (km) の高速道路（高速自動車国道）である。略称は大分道（おおいたどう）。
高速道路ナンバリングによる路線番号は、長崎自動車道・ながさき出島道路とともに「E34」となっている。

## 概要
交通の要衝である鳥栖JCTから山越えを行なって瀬戸内海岸の大分へ至る高速道路である。高速自動車国道としての路線名は長崎自動車道と併せて九州横断自動車道長崎大分線である。
東九州自動車道の速見インターチェンジ (IC) - 日出JCT -  大分米良IC間も、開通当初は大分自動車道として案内されていた。このうち速見IC - 日出JCT間は大分自動車道の支線（通称「速見支線」）として開通した区間であり、2015年（平成27年）3月1日に東九州自動車道の豊前IC - 宇佐IC間が開通した際に東九州自動車道に呼称が変更された。また、日出JCT - 大分米良IC間は2018年（平成30年）8月5日に東九州自動車道に変更された。
高速道路ナンバリングは「E34」が割り振られている。大分自動車道に並行する1桁・2桁国道がないため、法令上九州横断自動車道長崎大分線として一体となっている長崎自動車道と並行する、国道34号からナンバリングしている。

### 大分道の濃霧・雪通行止め
湯布院IC - 由布岳パーキングエリア/スマートインターチェンジ (PA/SIC) 間では西日本高速道路管内で最高標高地点となる、飛岳の標高734メートル (m) を境に、湯布院IC - 東九州道大分IC間では最大高低差が約500 mあり、別府湾からの空気が上昇することで冷却されて水蒸気が凝結し、霧が発生しやすく、冬季には降雪する。国土交通省のまとめた「要因別高速道路通行止め時間」では、2015年（平成27年）度に湯布院IC - 日出JCT間の年間通行止め時間が約357時間となり「災害・悪天候」の部門で最悪となったほか、同率1位に大分県内の日出JCT周辺6区間×上下線の計12区間がランクインしている。「災害・悪天候部門」では、第13位の九州道の約3倍、霧に限定すれば第13位の山陽道の約30倍の通行止め時間となるなど、「大分地方の霧」・「年間を通じて霧の発生回数が多い大分道などの区間」と名指しされるレベルで霧通行止めがたびたび発生している。全要因を含めても宇佐別府道路の大分農業文化公園IC - 速見IC間の4位を皮切りにトップ20に大分道等の区間がラインクインするなど、たびたび通行止めが起こっている。
対策として、「防霧ネット」を1999年（平成11年）から速見IC - 日出JCT間や日出JCT - 別府IC間など合計約11 kmに設置したものの、設置以降も設置前より通行止め時間が多くなる年もあることから、西日本高速道路はその効果は不明としている。その他の対策として、視線誘導灯や路上照明などを設置しているほか、NEXCO西日本は当時、大分自動車道所属であった大分光吉ICのフルIC化を行い国道210号を迂回路として活用できるようにしている。それでも抜本的解決に至らないため、2019年（令和元年）9月17日、大分市議会は国に対し、地方自治法第99条に基づく大分道・東九州道の濃霧対策に関する意見書を採択した。
なお、湯布院IC - 由布岳SIC間は、ETC搭載車で長さ12 m以下の車両のみ、霧通行止め中でも走行することができる場合がある。下り線を走行中の場合は一度、湯布院ICで流出して料金所前の係員に『由布岳SICに向かう旨を伝え』、『ETCを搭載している長さ12 mの車両であることを証明』すれば走行できる。
また、日田IC - 日出JCTでは2014年度より積雪時の冬用タイヤ規制を導入している。

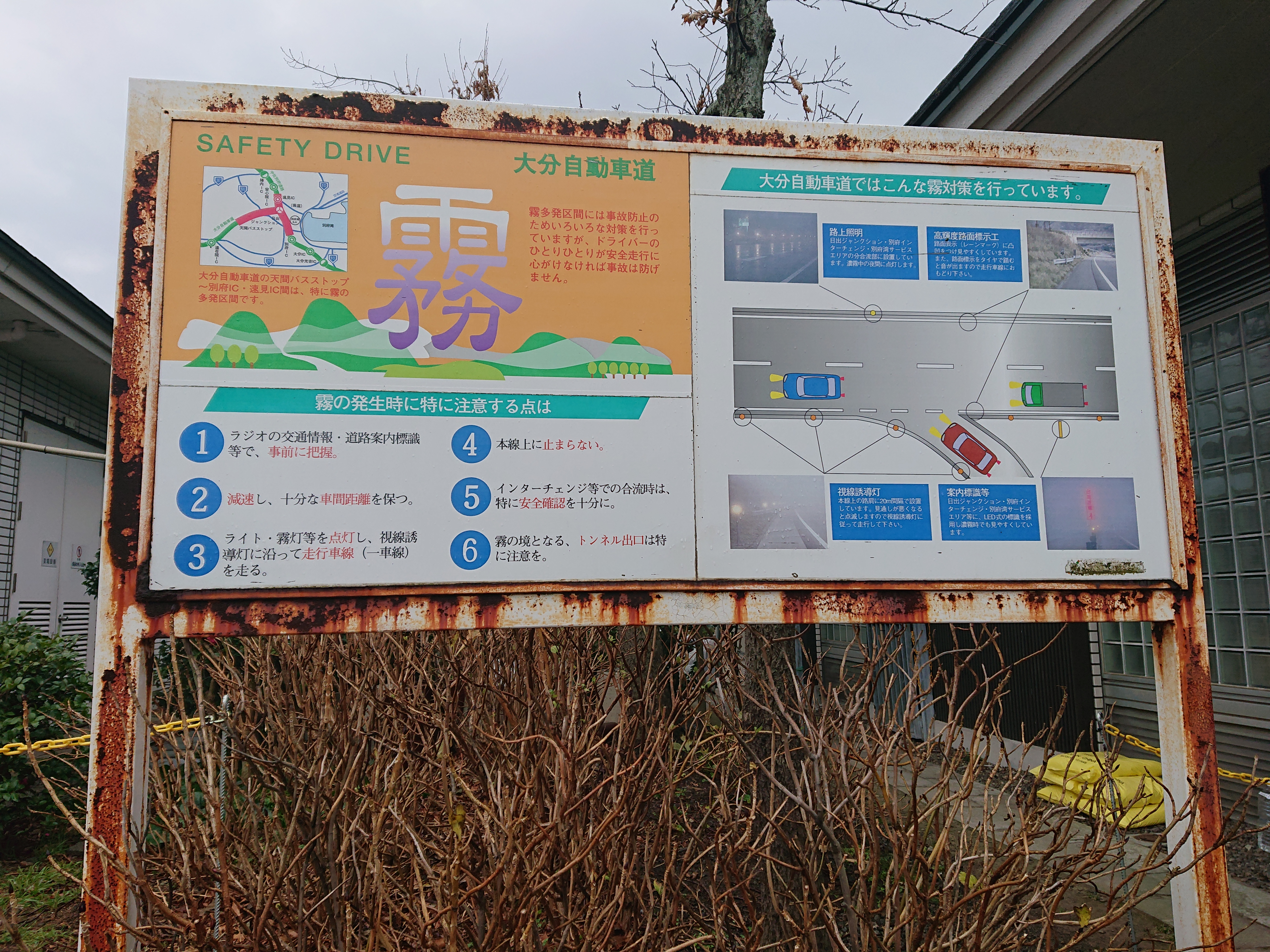
東九州道・別府湾サービスエリアに置かれた、霧に関する解説案内。

## インターチェンジなど
IC番号欄の背景色が■である区間は既開通区間に該当する。施設欄の背景色が■である区間は未開通区間または未供用施設に該当する。未開通区間の名称は全て仮称である。
略字は、JCTはジャンクション、ICはインターチェンジ、SAはサービスエリア、PAはパーキングエリアをそれぞれ示す。
スマートインターチェンジ (SIC) 等のETC専用ICは背景色■で示す。また、社会実験中のスマートICが設置されているSA/PAは、斜体で示す。路線名の特記がないものは市道。バスストップ (BS) のうち、○は運用中、◆は休止中の施設。無印はBSなし。
開通当初、大分自動車道の一部であった速見IC - 日出JCT - 大分米良IC間については東九州自動車道を参照のこと。
| IC番号                               | 施設名         | 接続路線名                             | 鳥栖から (km) | BS | 備考                 | 所在地        | 所在地          | 所在地          |
| ------------------------------------ | -------------- | -------------------------------------- | ------------- | -- | -------------------- | ------------- | --------------- | --------------- |
| E34 長崎自動車道                     |                |                                        |               |    |                      |               |                 |                 |
| 9                                    | 鳥栖JCT        | E3 九州自動車道                        | 0.0           | -  | 長崎道鳥栖ICと近接   | 佐賀県 鳥栖市 | 佐賀県 鳥栖市   | 佐賀県 鳥栖市   |
| -                                    | 大板井BS       | -                                      | 2.0           | ○  |                      | 福岡県        | 小郡市          | 小郡市          |
| -                                    | 井上PA         | -                                      | 3.3           |    | 鳥栖方面             | 福岡県        | 小郡市          | 小郡市          |
| 1                                    | 筑後小郡IC     | 県道53号久留米筑紫野線                 | 4.9           |    |                      | 福岡県        | 小郡市          | 小郡市          |
| -                                    | 大刀洗PA       | -                                      | 7.4           | ○  | 大分方面             | 福岡県        | 三井郡 大刀洗町 | 三井郡 大刀洗町 |
| 2                                    | 甘木IC         | 県道8号馬田頓田線                      | 10.9          | ○  |                      | 福岡県        | 朝倉市          | 朝倉市          |
| 3                                    | 朝倉IC         | 県道80号甘木朝倉田主丸線               | 19.0          | ○  |                      | 福岡県        | 朝倉市          | 朝倉市          |
| -                                    | 山田SA         | -                                      | 22.0          |    |                      | 福岡県        | 朝倉市          | 朝倉市          |
| 4                                    | 杷木IC         | 国道386号                              | 27.5          | ○  | BSは料金所外にある。 | 福岡県        | 朝倉市          | 朝倉市          |
| -                                    | 萩尾PA         | -                                      | 38.9          |    |                      | 大分県        | 日田市          | 日田市          |
| 5                                    | 日田IC         | 国道212号 中津日田道路（調査区間）     | 41.5          |    |                      | 大分県        | 日田市          | 日田市          |
| -                                    | 日田BS         | -                                      | 42.9          | ○  |                      | 大分県        | 日田市          | 日田市          |
| 6                                    | 天瀬高塚IC     | 県道54号玖珠天瀬線                     | 54.9          | ○  |                      | 大分県        | 玖珠郡          | 玖珠町          |
| -                                    | 代太郎トンネル | -                                      |               | -  | 大分道では最長       | 大分県        | 玖珠郡          | 玖珠町          |
| -                                    | 玖珠SA         | -                                      | 61.4          |    |                      | 大分県        | 玖珠郡          | 玖珠町          |
| 7                                    | 玖珠IC         | 国道387号                              | 66.2          | ○  |                      | 大分県        | 玖珠郡          | 玖珠町          |
| 8                                    | 九重IC         | 県道40号飯田高原中村線                 | 75.7          | ○  |                      | 大分県        | 玖珠郡          | 九重町          |
| -                                    | 水分PA         | -                                      | 79.8          |    |                      | 大分県        | 玖珠郡          | 九重町          |
| 9                                    | 湯布院IC       | 国道210号                              | 88.0          | ○  |                      | 大分県        | 由布市          | 由布市          |
| 9-1                                  | 由布岳PA/SIC   | 県道616号塚原天間線                    | 97.0          | ◆  | バス停のみ休止中     | 大分県        | 由布市          | 由布市          |
| -                                    | 天間BS         | -                                      | 102.1         | ◆  | 休止中               | 大分県        | 別府市          | 別府市          |
| 10                                   | 日出JCT        | E10 東九州自動車道（速見・北九州方面） | 104.7         | -  |                      | 大分県        | 速見郡 日出町   | 速見郡 日出町   |
| E10 東九州自動車道（別府・大分方面） |                |                                        |               |    |                      |               |                 |                 |

## 歴史
| 1987 | (2月)鳥栖JCT - 朝倉IC   |
| 1988 |                         |
| 1989 | (7月)湯布院IC - 日出JCT |
| 1990 | (3月)朝倉IC - 日田IC    |
| 1991 |                         |
| 1992 |                         |
| 1993 |                         |
| 1994 |                         |
| 1995 | (3月)日田IC - 玖珠IC    |
| 1996 | (3月)玖珠IC - 湯布院IC  |

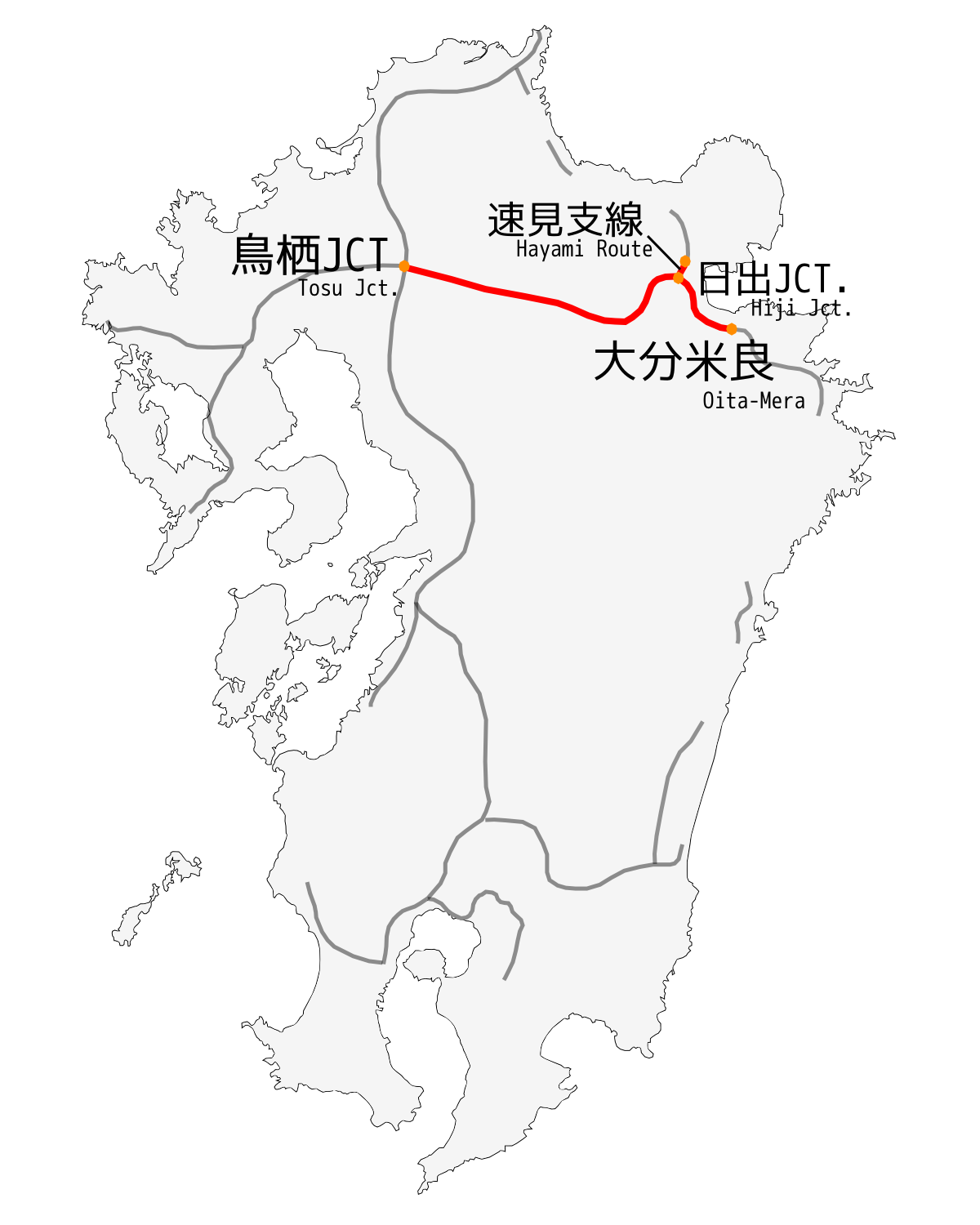
全通当初から2018年までの大分道の地図

- 1987年（昭和62年）2月5日 : 鳥栖JCT - 朝倉IC開通。
- 1989年（平成元年）7月20日 : 湯布院IC - 日出JCT予定地 - 別府IC開通。
- 1990年（平成2年）3月10日 : 朝倉IC - 日田IC開通（杷木IC - 日田ICは当初暫定2車線）。
- 1992年（平成4年）12月3日 : 別府IC - 大分IC開通。
- 1994年（平成6年）12月15日 : 日出JCT - 速見IC（速見支線）開通により、宇佐別府道路と接続。
- 1995年（平成7年）3月10日 : 日田IC - 玖珠IC開通。
- 1996年（平成8年）
  - 3月28日 : 玖珠IC - 湯布院IC開通[13]により、現在の大分自動車道の区間としては全線開通。
  - 11月26日 : 大分IC - 大分米良IC開通により、全線開通。
- 1998年（平成10年）11月11日 : 杷木IC - 日田ICの4車線化。
- 1999年（平成11年）11月27日 : 大分米良ICで東九州自動車道と接続。
- 2000年（平成12年）3月21日 : 日田IC-玖珠ICの4車線化。
- 2002年（平成14年）
  - 3月30日 : 速見ICで日出バイパスと接続。
  - 5月25日 : 湯布院IC - 日出JCTの4車線化。同時に由布岳PA供用開始。
- 2004年（平成16年）8月30日 : 水分PA - 湯布院ICの4車線化。
- 2005年（平成17年）3月19日 : 玖珠IC - 水分PAの4車線化工事が完了し、大分自動車道が全線4車線で開通。
- 2010年（平成22年）2月2日 : 日出JCT - 速見IC、大分IC - 大分米良ICが無料化社会実験の対象区間に指定される。
- 2011年（平成23年）2月9日 : 日出JCT - 大分ICが無料化社会実験の対象区間に指定される。
- 2012年（平成24年）度：日田IC - 日出JCT間で冬季積雪時の冬用タイヤ規制を導入[12]。
- 2015年（平成27年）
  - 3月 : 東九州自動車道豊前IC - 宇佐IC間開通に伴い、速見支線の路線呼称を東九州自動車道に変更する[4]。
  - 同年度：速見支線および日出JCT - 別府IC間で冬用タイヤ規制を導入[12]。
- 2016年（平成28年）
  - 4月16日 : 未明に熊本地方を震源とするマグニチュード7.3の地震（熊本地震の本震）が発生。由布岳PA付近を中心に土砂崩れや道路の陥没の被害を受け、鳥栖JCT - 日出JCT - 大分米良IC間と速見IC - 日出JCT間が通行止めとなる[14]。鳥栖JCT - 日田IC間は6時30分に、大分IC - 大分米良IC間は20時にそれぞれ通行止めが解除されるが[15][16]、日田IC - 日出JCT - 大分IC間と速見IC - 日出JCT間が引き続き通行止め[16]。
  - 4月17日 : 日田IC - 玖珠IC間、別府IC - 大分IC間の通行止めを解除[17]。
  - 4月18日 : 玖珠IC - 湯布院IC間の通行止めを解除[18]。
  - 4月21日 : 日出JCT - 別府IC間、速見IC - 日出JCT間の通行止めを解除[19]。
  - 5月9日 : 湯布院IC - 日出JCT間の通行止めを解除。湯布院IC - 日出JCT間で対面通行規制や速度制限が残るものの全線で通行可能に[20]。
  - 9月15日 : 湯布院IC - 日出JCT間の通行規制を解除[21]。
  - 11月27日 : 由布岳PA内に由布岳スマートICが供用開始[22]。
- 2018年（平成30年）
  - 8月5日 : 案内上の煩雑さの解消のため、速見支線を含む速見IC/JCT - 日出JCT - 大分米良ICの道路名が大分自動車道から東九州自動車道に変更され、道路名としての大分自動車道の区間が鳥栖JCT - 日出JCT間となる。また、それに伴い速見IC/JCTのインターチェンジ番号が9-4に変更される[23]。
  - 10月24日：霧通行止め対策のため、「大分県霧対策協議会」発足。
- 2019年（令和元年）9月17日：大分市議会は国に対し、地方自治法第99条に基づく大分道・東九州道の濃霧対策に関する意見書を採択[11]。

## 路線状況

### 車線・最高速度
対面通行であった杷木IC - 日出JCTは70 km/hであったが、往復4車線に拡幅された後は80 km/h。
| 区間             | 車線 上下線=上り線+下り線 | 最高速度            | 最高速度              | 最高速度          |
| 区間             | 車線 上下線=上り線+下り線 | 大型特殊 三輪・牽引 | 大型貨物 特定中型貨物 | 左記を除く車両    |
| ---------------- | ------------------------- | ------------------- | --------------------- | ----------------- |
| 鳥栖JCT - 杷木IC | 4=2+2                     | 80 km/h （法定）    | 90 km/h （法定）      | 100 km/h （法定） |
| 杷木IC - 日出JCT | 4=2+2                     | 80 km/h （指定）    | 80 km/h （指定）      | 80 km/h （指定）  |

### サービスエリア・パーキングエリア
大分道で売店がある休憩所はサービスエリア (SA) に限定され、売店が設置されているパーキングエリア (PA) は1か所もない。ガソリンスタンド・レストランは山田SAにあり、24時間営業している休憩所はない。玖珠SAにはガソリンスタンド・レストランはないが、上下線ともにコンビニエンスストアが設置されており、大分道で唯一、24時間営業の店舗があるエリアとなっている。なお、2013年（平成25年）8月9日より山田SA上下線に電気自動車用の急速充電設備が各1基設置されており、これに関しては24時間稼動となっている。
由布岳PAは開設後、一度廃止されている。現在の施設は2005年（平成17年）に行われた周辺における車線拡幅に伴い、新規に設置されたものである。
2018年8月に別府湾SAが東九州自動車道に編入された。

### 主なトンネル
- 高山トンネル（山田SA - 杷木IC）：上り線582 m、下り線626 m
- 杷木トンネル（杷木IC - 萩尾SA）：上り線476 m、下り線477 m
- 萩尾トンネル（杷木IC - 萩尾SA）：上り線1,018 m、下り線1,056 m
- 名里トンネル（日田IC - 天瀬高塚IC）：上り線197 m、下り線199 m
- 代太郎トンネル（天瀬高塚IC - 玖珠SA）: 上り線2,311 m、下り線2,299 m
- 鷹巣トンネル（玖珠SA - 玖珠IC）：上り線199 m、下り線170 m
- 岩室トンネル（玖珠IC - 九重IC）: 上り線949 m、下り線959 m
- 水分トンネル（水分PA - 湯布院IC）：上り線758 m、下り線769 m
- 福万山トンネル（湯布院IC - 由布岳PA）: 上り線1,318 m、下り線1,274 m

#### トンネルの数
| 区間                | 上り線 | 下り線 |
| ------------------- | ------ | ------ |
| 鳥栖JCT - 山田SA    | 0      | 0      |
| 山田SA - 杷木IC     | 1      | 1      |
| 杷木IC - 萩尾PA     | 2      | 2      |
| 萩尾PA - 日田IC     | 0      | 0      |
| 日田IC - 天瀬高塚IC | 1      | 1      |
| 天瀬高塚IC - 玖珠SA | 1      | 1      |
| 玖珠SA - 玖珠IC     | 1      | 1      |
| 玖珠IC - 九重IC     | 1      | 1      |
| 九重IC - 水分PA     | 0      | 0      |
| 水分PA - 湯布院IC   | 1      | 1      |
| 湯布院IC - 由布岳PA | 1      | 1      |
| 由布岳PA - 日出JCT  | 0      | 0      |
| 合計                | 9      | 9      |

### 道路管理者
2005年10月の道路公団民営化後は、全区間を西日本高速道路九州支社が管理・運営している。
- 久留米高速道路事務所: 鳥栖JCT - 日田IC
- 大分高速道路事務所: 日田IC - 日出JCT

#### ハイウェイラジオ
- 山田（朝倉IC - 杷木IC）

### 交通量
24時間交通量（台）　道路交通センサス
| 区間                   | 平成17（2005）年度 | 平成22（2010）年度 | 平成27（2015）年度 | 令和3（2021）年度 |
| ---------------------- | ------------------ | ------------------ | ------------------ | ----------------- |
| 鳥栖JCT - 筑後小郡IC   | 27,720             | 28,837             | 28,724             | 26,416            |
| 筑後小郡IC - 甘木IC    | 22,182             | 24,353             | 23,851             | 21,478            |
| 甘木IC - 朝倉IC        | 18,281             | 20,560             | 19,746             | 17,201            |
| 朝倉IC - 杷木IC        | 16,352             | 18,349             | 17,452             | 14,519            |
| 杷木IC - 日田IC        | 14,865             | 16,504             | 15,586             | 12,608            |
| 日田IC - 天瀬高塚IC    | 12,073             | 13,904             | 13,564             | 10,919            |
| 天瀬高塚IC - 玖珠IC    | 11,819             | 13,921             | 13,517             | 10,901            |
| 玖珠IC - 九重IC        | 11,524             | 13,545             | 13,287             | 10,961            |
| 九重IC - 湯布院IC      | 11,771             | 13,631             | 13,832             | 11,988            |
| 湯布院IC - 由布岳PASIC | 11,626             | 13,516             | 13,330             | 11,559            |
| 由布岳PASIC - 日出JCT  | 11,626             | 13,516             | 13,330             | 11,559            |

（出典：「平成22年度道路交通センサス」・「平成27年度全国道路・街路交通情勢調査」・「令和3年度全国道路・街路交通情勢調査」（国土交通省ホームページ）より一部データを抜粋して作成）
- 令和2年度に実施予定だった交通量調査は、新型コロナウイルスの影響で延期された[25]。

2002年度
区間別日平均交通量
- 鳥栖JCT - 大分米良IC・日出JCT - 速見IC（区間平均）: 15,829台（前年度比102.3%）

## 地理

### 通過する自治体
本線
- 佐賀県
  - 鳥栖市 - 三養基郡基山町（同町に属する区間は約100mである）
- 福岡県
  - 小郡市 - 三井郡大刀洗町 - 朝倉市
- 大分県
  - 日田市 - 玖珠郡玖珠町 - 玖珠郡九重町 - 由布市（旧湯布院町） - 別府市 - 速見郡日出町

### 接続する高速道路
- E34 長崎自動車道（鳥栖JCTで直結）
- E3 九州自動車道（鳥栖JCTで接続）
- E10 東九州自動車道（日出JCTで接続）